# Яковлев, Вадим Полиенович
Вади́м Полие́нович Я́ковлев (9 июля 1933 года, Ростов-на-Дону, СССР — 31 марта 2007, там же) — советский и российский философ, специалист в области социальной философии и философии истории. Доктор философских наук, профессор.

## Биография
Родился 9 июля 1933 года в г. Ростов-на-Дону. Сын писателя Полиена Яковлева (1883—1942).
В 1956 году окончил геолого-географический факультет Ростовского государственного университета. С 1963 года преподавал в Ростовском университете.
В 1963 году защитил диссертацию на соискание учёной степени кандидата философских наук по теме «Философское значение наследия В. И. Вернадского».
В 1972—1973 годах— декан философского факультета Ростовского университета.
В 1982 году защитил диссертацию на соискание учёной степени доктора философских наук по теме «Социальное время: формы выражения и свойства» (специальность 09.00.01 — диалектический и исторический материализм).
С 1987 года— заведующий кафедрой истории философии философского факультета Ростовского университета.
Более 20 лет работал в редакционной коллегии журнала «Известия Северо-Кавказского научного центра высшей школы». С 1993 года — заместитель главного редактора..
В. П. Яковлев — один из авторов учебника по философии для средних специальных учебных заведений (Ростов-на-Д., 1993).
Скончался 31 марта 2007 года.

## Научная деятельность
В. П. Яковлев занимался теоретическими разработками социологии время, спецификой философского знания, русской и европейской философией (сравнительный анализ).
Согласно развивавшейся Яковлевым концепции:
- философия есть не только наука, но и она есть вместе с тем (и прежде всего) — ценностное самосознание культуры, стратегический регулятив, ориентир в осуществлении свободной человеческой жизнедеятельности;
- философский плюрализм — плюрализм культур, плюрализм ценностей;
- мировая философия возможна только как полифония её национальных голосов, каждый из которых воспроизводит и концептуализирует духовный опыт своего народа.

Антиномия рационализма и иррационализма (интуитивизма) разрешается признанием того, что философия есть и знание, и переживание, и что она, объективируясь, становится образом жизни.

## Научные труды

### Монографии
- Яковлев В. П. Социальное время/ Отв. ред. В. Е. Давидович. — Ростов н/Д: Изд-во Рост. ун-та, 1980. — 158 с.
- Яковлев В. П. Новоевропейская культура (XVII—XVIII). — Ростов-на-Д., 1992.
- Яковлев В. П. В. И. Вернадский: о творчестве великого русского учёного. — М.; Ростов-н/Д: МарТ, 2005. — 78 с. (Философы XX века. Отечественная философия) ISBN 5-241-00563-3, 5000 экз.

### Учебники и учебные пособия
- Кохановский В. П., Жаров Л. В., Яковлев В. П. Философия: конспект лекций: учебное пособие. — 16-е изд., стер. — М.: КноРус, 2013. — 191 с. ISBN 978-5-406-02869-8
- Кохановский В. П., Матяш Т. П., Яковлев В. П., Жаров Л. В. Основы философии: учебник для использования в учебном процессе образовательных учреждений, реализующих программы общего образования по специальностям среднего профессионального образования / под ред. В. П. Кохановского. — 16-е изд., стер. — М.: КноРус, 2016. — 230 с. (Среднее профессиональное образование: СПО) (ФГОС 3+). ISBN 978-5-406-05021-7, 700 экз.

### Статьи
- Яковлев В. П. Учение В. И. Вернадского о биосфере // Биосфера и человек. — Ростов-на-Д., 1977;
- Яковлев В. П. К специфике философии // Известия Северо-Кавказского научного центра высшей школы. — 1976. — № 1;
- Яковлев В. П. Историческая наука и историческое сознание // Известия Северо-Кавказского научного центра высшей школы. — 1978. — № 4;
- Яковлев В. П. Наука быть человеком (К 200-летию «Критики чистого разума» И.Канта) // Известия Северо-Кавказского научного центра высшей школы. — 1981. — № 1;
- Яковлев В. П. Об источниках и достоверностях философского знания // Известия Северо-Кавказского научного центра высшей школы. — 1984. — № 2;
- Яковлев В. П. Рассудок и разум в истории // Известия Северо-Кавказского научного центра высшей школы. — 1987. — № 2;